# Les Corts

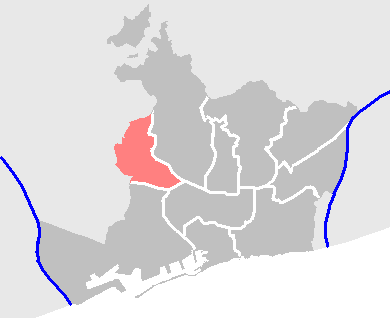
Dzielnica Les Corts na mapie Barcelony

Les Corts – dystrykt Barcelony noszący numer IV. Zajmuje powierzchnię 6,08 km² (trzeci od końca w klasyfikacji według powierzchni), w 2005 roku zamieszkany był przez 82 588 osób. 
Dzieli się na 10 dzielnic: Campo de la Cruz, Campo Viejo, Can Batllori, Can Sol de Baix, Centro, Can Bacardí, La Merced, Pedralbes, San Ramón i Zona Universitaria.

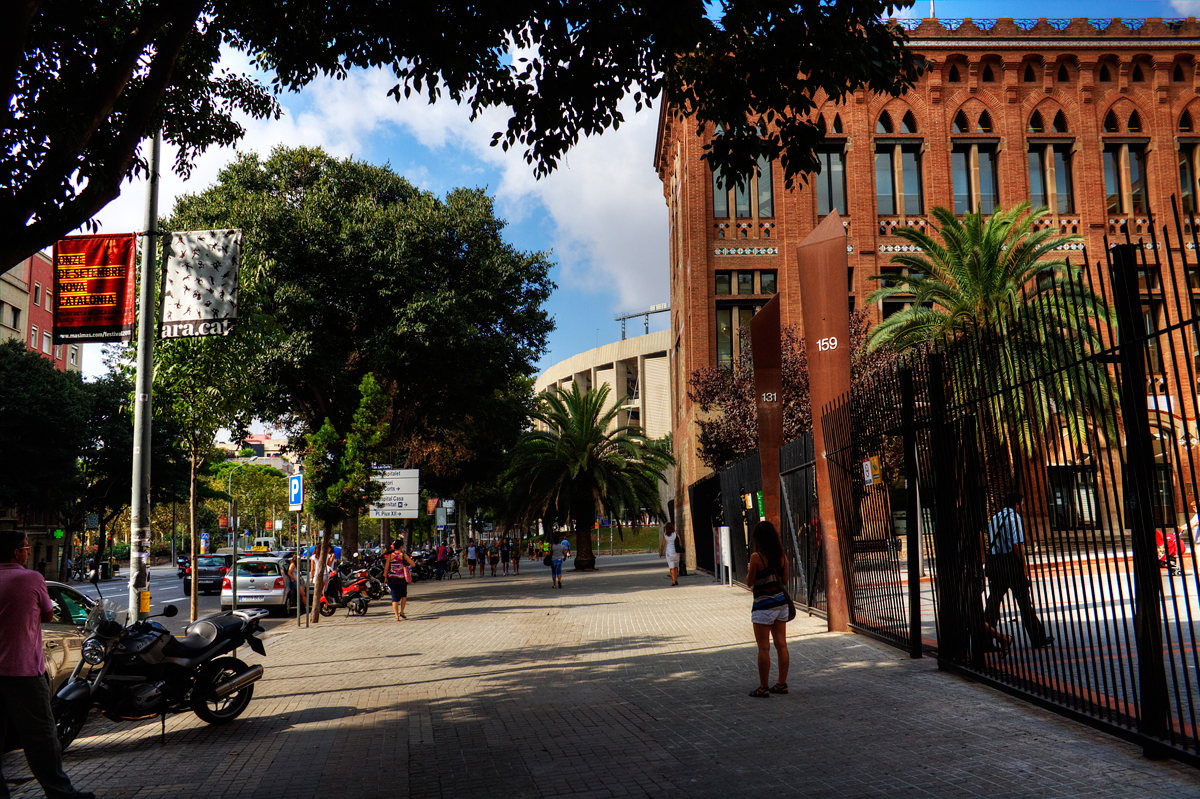
Les Corts - w tle stadion Camp Nou